# قانون حماية الأطفال من المحتوى الاباحي على الإنترنت
قانون حماية الأطفال على الإنترنت قانون تم إقراره عام 1998 في الولايات المتحدة الأمريكية، وذلك بهدف تقييد قدرة القاصرين في الوصول إلى أية مادة مؤذية لمن في عمرهم. إلا أن القانون لم يصبح نافذًا بعد، حيث أنه –وبعد المرور بثلاث مراحل للتقاضي- صدر حكم قضائي مبرم ضد القانون عام 2009.
كان القانون جزءًا من سلسلة جهود بذلها المشرعون الأمريكيون في سبيل وضع تشريعات متعلقة بالمواد الإباحية على الإنترنت.
وقد ألغيت أجزاء من قانون آداب الاتصالات السابق والأوسع نطاقا باعتبارها غير دستورية من قبل المحكمة العليا في عام 1997؛ كان استجابة مباشرة لهذا القرار، مما أدى إلى تضييق نطاق المواد المغطاة. أصبح يقتصر فقط على النطاق التجاري ويؤثر فقط على مزودي الخدمات داخل الولايات المتحدة.
فرض القانون على جميع الموزعين التجاريين «للمواد الضارة بالقاصرين» تقييد مواقعهم من الوصول من قبل القاصرين. تم تعريف «المواد الضارة بالقصّر» على أنها مادة تم الحكم عليها من خلال «المعايير المجتمعية المعاصرة» على أنها تلبي «المصلحة المعهودة» والتي أظهرت أعمال جنسية أو عُري (بما في ذلك ثدي الإناث) وهذا معيار أوسع بكثير من الفحش.

## Notes
1. ↑  "47 U.S.C. 231". Legal Information Institute. Cornell University Law School. مؤرشف من الأصل في 2019-12-12. اطلع عليه بتاريخ 2006-07-11.
2. ↑  COPA is sometimes confused with COPPA, the Children's Online Privacy Protection Act, which remains in force and limits the ability of sites to offer services to those aged twelve and under without explicit parental consent.
3. ↑  "Ashcroft v. ACLU - The Legal Challenge to the Child Online Protection Act". Electronic Privacy Information Center. مؤرشف من الأصل في 2018-10-08. اطلع عليه بتاريخ 2006-01-19.

## وصلات خارجية
- لجنة COPA – الموقع الرسمي للجنة الفيدرالية الأمريكية المنشأة بموجب قانون حماية الأطفال على الإنترنت (بالإنجليزية)